# Stadion MOSiR w Bytowie
Stadion MOSiR w Bytowie – stadion piłkarski, na którym swoje mecze rozgrywają piłkarze Bytovii Bytów. Obecnie stadion posiada 2043 miejsc siedzących i sztuczne oświetlenie (1600 luksów)

## Położenie stadionu
Stadion Bytovii znajduje się przy ulicy Mickiewicza 13.

## Stadion – ogólne informacje
- Stadion Bytovii Bytów ma pojemność 2043 miejsc, na co składa się[1]:
  - 1747 miejsc siedzących, zarezerwowanych dla mieszkańców Bytowa i piłkarskich kibiców Bytovii,
  - 296 miejsc tzw. „klatka” zarezerwowana dla kibiców drużyny przyjezdnej.
- Stadion składa się z sektorów:
  - Sektor A (207 miejsc),
  - Sektor B (396 miejsc),
  - Sektor C (296 miejsc- aktualnie przeznaczony dla kibiców drużyn przyjezdnych),
  - Sektor D (296 miejsc),
  - Sektor E (267 miejsc),
  - Sektor F (500 miejsc),
  - Sektor VIP (51 miejsc),
  - Sektor PRESS (30 miejsc).
- Wymiary boiska – 105 × 68 m.
- Oświetlenie płyty boiska (4 jupitery, natężenie oświetlenia 1600 lx)

## Przebudowa stadionu
W 2012 roku powstały nowe trybuny wzdłuż boiska, z których ta główna otrzymała jednocześnie zadaszenie.
5 września 2015 w meczu Bytovia Bytów z Dolcan Ząbki nastąpiła inauguracja sztucznego oświetlenia.

## Rekord frekwencji
Rekord frekwencji na stadionie w Bytowie nastąpił 27 października 2009 roku w meczu 1/8 Pucharze Polski pomiędzy Bytovią II Bytów, a Wisłą Kraków z wynikiem 0-2 dla gości. Specjalnie na ten mecz zostały zamontowane przenośne trybuny. Stadion pomieścił 5000 widzów.

## Historyczne mecze
| Data       | Gospodarz            | Wynik          | Gość             | Liczba kibiców | Uwagi          |
| ---------- | -------------------- | -------------- | ---------------- | -------------- | -------------- |
| 29.08.2007 | Drutex-Bytovia Bytów | 0:1            | Polonia Warszawa | ?              | 1/32 finału PP |
| 23.09.2009 | Drutex-Bytovia Bytów | 2:1            | Polonia Bytom    | 1800           | 1/16 finału PP |
| 27.10.2009 | Drutex-Bytovia Bytów | 0:2            | Wisła Kraków     | 5000           | 1/8 finału PP  |
| 22.09.2016 | Drutex-Bytovia Bytów | 3:0            | Śląsk Wrocław    | 1700           | 1/8 finału PP  |
| 25.10.2016 | Drutex-Bytovia Bytów | 2:1            | Arka Gdynia      | 2000           | 1/4 finału PP  |
| 09.08.2017 | Drutex-Bytovia Bytów | 1:0            | Lechia Gdańsk    | 2009           | 1/16 finału PP |
| 19.09.2017 | Drutex-Bytovia Bytów | 0-0 pd. k. 5-4 | Pogoń Szczecin   | 1560           | 1/8 finału PP  |
| 25.10.2017 | Drutex-Bytovia Bytów | 1:3            | Legia Warszawa   | 2050           | 1/4 finału PP  |